# Zračna luka Vršac
Zračna luka Vršac (srpska ćirilica: Међународни Аеродром Вршац; ICAO:  LYVR) je jedan od srpskih najprometnijih sportskih aerodroma i od 28. prosinca 2006. četvrta međunarodna zračna luka.  Koristi se uglavnom za zračni taksi prijevoz, obuku pilota, osnovno održavanje zrakoplova i za poljoprivrednu avijaciju.
Zračna luka ima pet hangara za smještaj zrakoplova letne škole i poljoprivredne avijacije. Poslovna zgrada s učionicama i kontrolnim tornjem nalazi se neposredno uz hangare i betonsku platformu. 